# ダイ・アントワード
ダイ・アントワード（Die Antwoord) （アフリカーンス語で"答え"の意。アフリカーンス語での発音はディ・アントゥード）は、ケープタウン出身のラップグループ。リードラッパーのNinja、サイドラッパーのYo-Landi Vi$$er、DJのDJ Hi-Tekの三人で構成されている。レイヴに強く影響を受けたヒップホップが音楽的特徴であり、また世界各地のフェスで行われる彼らの独特なパフォーマンスには定評がありカルト的信者が多くついている。
アフリカーナーのプア・ホワイト文化である「ZEF」を提唱した一組でもある。
NinjaとYo-Landiはチャッピー (映画)に本人の名前で主人公を強制的に教育するギャングを演じている。同映画を作ったニール・ブロムカンプの映画のファンだともメイキングで語っている。

## 略歴

### 2008–2010: 結成からデビューアルバムリリース
ダイ・アントワードは2008年に結成された。彼らのデビューアルバム『$O$』は彼らの公式ウェブサイトから無料でダウンロードすることができる。『$O$』ではケープ・フラッツのラッパーであるGarlic Brown(別名 Knoffel Bruin(Knoffelはアフリカーンス語で"にんにく"の意))、Scallywag、Isaac Mutant、Jack Parow、そしてJaak Paarl(別名 Jaak)が出演している。アルバムのカバーは写真家のClayton James Cubittが撮影した。2009年に南アフリカの映画カメラマンであるRob Malpageが共同監督のNinjaとともに、シングル「Enter the Ninja」のミュージックビデオを撮影した。ミュージックビデオではケープタウンのアーティスト兼ターンテーブリストのLeon Bothaが出演している。9ヶ月後には再生数は数百万回に至り、彼らのウェブサイトはトラフィック処理をするためにアメリカのプロバイダーへ変更することとなった。 シングル「Evil Boy」は、M.I.A.の大ヒット作「Paper Planes」で有名なアメリカのアーティストDiploがプロデュースし、ゲストボーカリストのWanga (コサ人のラッパー)によるコサ語の詩も含まれている。Wangaの詩はコサ人の通過儀礼を拒否し、割礼を行わない"悪魔の子"として生きることを決めるというものである。ミュージックビデオは2018年2月現在2800万回以上再生されている。
ミュージックビデオの成功により、ダイ・アントワードはインタースコープ・レコードとレコーディング契約を結んだ。2010年4月にはCoachella Music Festivalで彼らにとって初の国際的なコンサートを行い、4万人を集客した。その後彼らは『$O$』に支えられる形で海外ツアーを行った。
ep盤「5」でCherrytree Records(インプリントはInterscope Records)よりメジャーデビュー。『$O$』のインターネット流通や「Enter the Ninja」が口コミで広まったことにより、BoingBoing等数々の有名ブログに取り上げられた。「5」には、ダンスダンスレボリューションシリーズで有名なSmile.dkによる楽曲「バタフライ」の要素が含まれていた。「5」には既にリリースされているものに加え、新規のトラック1つとリミックス1つが含まれている。「Fish Paste」はプロモーションシングルとしてリリースされた。ピッチフォーク・メディアは2010年6月12日に全てのEP音源をストリームで入手できるようにした。
2010年10月12日「Ekstra」が「Very Fancy」「Super Evil」と同時にリリースされた。
2010年末にM.I.A.と行ったサイドショーのチケットが立て続けに売り切れたことや、彼らのデビュー曲である「Enter the Ninja」がMyspaceの2010年ベストミュージックビデオ賞を獲得したことが広まり、彼らはニュージーランドとオーストラリアにて2011年のビッグ・デイ・アウトに出演した。

### 2011–2013: 『Ten$ion』、そしてレコードレーベルとの紛争
2011年11月、ダイ・アントワードは次にリリースするアルバムとそのリードシングルである「Fok Julle Naaiers」に関する争議により、インタースコープ・レコードとの契約を解除した。Yo-Landiはインタースコープ側からより売上を伸ばすために「もっと一般的になるよう後押しされ続けた」と説明している。また「もし他の人々と似たような曲を作ろうとすれば、そのバンドは常につまらないものになるはずだ。好きなことをし続けなければならない。結果が結びつけば、それは奇跡だ。そしてその奇跡をダイ・アントワードは起こしたのだ。」とも説明している。ダイ・アントワードは独立レーベル「Zef Recordz」を設立し、そのレーベルからニューアルバム『Ten$Ion』をリリースした。リリースには日本でダイ・アントワードグッズを製造しているグッドスマイルカンパニーに加え、世界各国にレコードの市場と販路を持つDowntown Recordsが協力した。『Ten$Ion』には「Fok Julle Naaiers」の他に、「I Fink U Freeky」、「Baby's on Fire」そして「Fatty Boom Boom」の3曲が収録されている。『Ten$Ion』に収録されているシングルが知られるようになり、ダイ・アントワードはアメリカのトークショーでのパフォーマンスに招待されたり、Alexander Wangが手がける広告に起用されたりなど、世界的に脚光を浴び始めた。それでもアルバムは多くの批評家に酷評された。『Ten$Ion』に続いてシングル「XP€N$IV $H1T」がリリースされた。

### 2014: 『Donker Mag』、そしてさらなるツアー
「XP€N$IV $H1T」のリリースに続いて、6月から7月にかけて短いヨーロッパ横断ツアーを行った。ツアーを開始してすぐニューシングル「Cookie Thumper!」の一部をリリースし、ミュージックビデオも公開された。ニューシングルのリリースと時を同じくして、ニューアルバム『Donker Mag』のタイトルとリリース日が2014年6月3日であることが告知された。「Cookie Thumper!」のミュージックビデオは2014年6月18日NoiseyのYouTubeチャンネルで公開され、2018年2月時点で3100万回以上再生されている。2014年5月20日には、『Donker Mag』からは2作目となる「Pitbull Terrier」のミュージックビデオがダイ・アントワードのYouTubeチャンネルで公開され、2018年2月時点で3200万回以上再生されている。

### 2015–2016: EP盤のリリースと『Mount Ninji and da Nice Time Kid』
2015年2月、ダイ・アントワードはCypress HillのDJ Muggs(別名 The Black Goat)とともに作品を作り始めていることを告知した。2016年5月19日、『Suck on This』と題したミックステープをSoundCloudにてリリースした。ミックステープにはDJ MuggsとGod(DJ Hi-Tekであると発表された)の作品が含まれている。既にリリースされている「Dazed and Confused」、「Bum Bum」、そしてDita Von Teeseとのコラボ楽曲「Gucci Coochie」も含まれている。ミュージックビデオの広告は2016年5月18日にリリースされた。ミックステープには「I Fink You Freeky」、「Fok Julle Naaiers」、そして「Pitbull Terrier」といった彼らの以前の曲のリミックスも含まれている。2016年7月22日、アルバムタイトルが『Mount Ninji and da Nice Time Kid』となることが告知された。2016年9月18日、『Mount Ninji and da Nice Time Kid』がリリースされた。2016年8月31日、アルバムから「Banana Brain」のミュージックビデオが公開された。2018年2月時点で5100万回以上再生されている。2016年12月16日、続いて「Fat Faded Fuck Face」がYoutubeではなくVimeoにてリリースされた。2018年2月時点で120万回以上再生されている。

### 2017–現在: 「The Book of Zef」と解散の噂
2017年の初め頃、ダイ・アントワードはソーシャルメディアを通じて『The Book of Zef』と題された最後のアルバムのリリース日が2017年9月であること、そして直後に解散も告知された。アルバム収録曲のうちの1曲「Love Drug」が2017年5月5日にリリースされた。

## 楽曲
歌詞はコーサ語、アフリカーンス語、英語で歌われる。暴言や日本語では卑猥と受け取られる歌詞が混じっているものが多いがクールを重視しているため、音、独特の声と絡め、それが魅力の一つであるとも言える。

## ディスコグラフィー
- 2009 ：$O$
- 2012 ：Ten$Ion
- 2014 ：Donker Mag
- 2016 ：Mount Ninji and da Nice Time Kid